# Село Отешкали Атамбаева
Отешкали Атамбаева (каз. Өтешқали Атамбаев ауылы, до 2006 г. — То́поли) — село в Махамбетском районе Атырауской области Казахстана. Входит в состав Актогайского сельского округа. Код КАТО — 235634500.

## География
Населённый пункт расположен на правом берегу реки Урал.

## История
Посёлок Тополинский входил в 3-й Гурьевский военный отдел Уральского казачьего войска.
Уроженцем посёлка был наказной атаман Терского войска Сергей Евлампиевич Толстов.

## Население
В 1999 году население села составляло 94 человека (55 мужчин и 39 женщин). По данным переписи 2009 года, в селе проживал 71 человек (38 мужчин и 33 женщины).